# Backer Aloenouvo
Backer Aloenouvo, né le 4 juillet 1990 à Masséda (en), est un footballeur togolais.
Il évolue au poste d'attaquant. Il compte deux sélections avec le Togo.

## Carrière
Aloenouvo commence sa carrière chez les jeunes de l'US Masséda ; il est promu à l'été 2007 dans l'effectif professionnel. Il a joué à la coupe de la confédération 2008 contre le Bénin.
Le 1er juillet 2008, il rejoint le club tunisien de l'Avenir sportif de La Marsa. En janvier 2012, il change de club en signant avec l'Espoir sportif de Hammam Sousse. Le 5 septembre 2012, il signe pour deux avec le Stade gabésien.

## En sélection nationale
Backer joue avec l'équipe du Togo des moins de 17 ans à la coupe du monde de football 2007 en Corée du Sud. Il fait ses débuts en équipe senior le 1er juillet 2010, contre le Tchad, et inscrit un but.

## Buts internationaux
| # | Date             | Lieu                                                  | Adversaire | Score | Compétition             |
| - | ---------------- | ----------------------------------------------------- | ---------- | ----- | ----------------------- |
| 1 | 1er juillet 2010 | Stade omnisports Idriss-Mahamat-Ouya, Ndjamena, Tchad | Tchad      | 2–2   | Qualifications CAN 2012 |
| 2 | 9 juillet 2010   | Stade de Kégué, Lomé, Togo                            | Malawi     | 1–1   | Qualifications CAN 2012 |